# 斯莫利亞內 (扎波羅熱州)
47°45′27″N 34°58′17″E / 47.75750°N 34.97139°E
斯莫利亞內（烏克蘭語：Смоляне）是位於烏克蘭東南部的村莊，由扎波羅熱州扎波羅熱区的比倫凱市鎮負責管轄。該村處於下霍爾蒂察河畔，始建於1851年，面積1.68平方公里，海拔高度87米，2001年人口152。